# 金·米克尔
金·米克尔（英語：Kim Mickle，1984年12月28日—），澳大利亚女子田径运动员，主攻标枪。她曾代表澳大利亚参加2006年、2010年和2014年英联邦运动会田径比赛，获得一枚金牌和一枚银牌。她也曾参加2012年和2016年夏季奥林匹克运动会。